# Trachelyopterus peloichthys
Trachelyopterus peloichthys és una espècie de peix de la família dels auqueniptèrids i de l'ordre dels siluriformes.

## Morfologia
Els mascles poden assolir els 20 cm de llargària total.

## Alimentació
És carnívor.

## Distribució geogràfica
Es troba a Sud-amèrica: conca del riu Maracaibo.